# Roger Machado
Artikeln följer den spanska namnseden; faderns efternamn är Machado och moderns efternamn Morales.
Roger Machado Morales, född den 31 mars 1974 i Morón, är en kubansk basebollspelare som tog guld för Kuba vid olympiska sommarspelen 2004 i Aten.